# Ambassade d'Algérie à Madagascar
L'ambassade d'Algérie à Madagascar est la représentation diplomatique de l'Algérie à Madagascar. Elle est située à Antananarivo, la capitale de l’État malgache.

## Ambassadeurs d'Algérie à Madagascar
- 2014-2021 : Mokaddem Bafdal